# 리틀 프린세스 소피아
《리틀 프린세스 소피아》(영어: Sofia the First)는 미국의 텔레비전 애니메이션으로, 디즈니 텔레비전 애니메이션, 디즈니 주니어에서 방영되었다.
2012년 11월 18일에 첫방송되었고 2013년에 다른 해외국가에서도 방영되었다. 2015년 1월 29일, 스핀오프 시리즈 《아발로 왕국의 엘레나》가 제작된다고 발표되었다. 해당 스핀오프 작품은 2016년 7월 22일 디즈니 채널에서 첫 방송되었다. 텔레비전 극장판 《리틀 프린세스 소피아: 엘레나와 비밀의 아발로 왕국》 또한 2016년 11월 20일 방영되었다. 2018년 9월 8일 피날레으로 끝을 종영했다.

## 등장 인물

### 원본판
- 소피아 Princess Sofia - 아리엘 윈터
- 엠버공주 Princess Amber - 다시 로즈 번스
- 제임스 왕자 Prince James - 잭 캘리슨
- 미란다 여왕 Queen Miranda - 사라 라미레스
- 롤란드 왕 King Roland II - 트래비스 윌링햄
- 베일리윅 Baileywick - 팀 건
- 세드릭 Cedric the Sorcerer - 제스 하넬
- 클로버 Clover - 웨인 브레이디
- 힐드가드 Princess Hildegard - 코코 그레이슨
- 제이드 Jade - 이저벨라 에이커스
- 루신다 Lucinda - 메리트 레이턴
- 비비안공주 Princess Vivian - 사브리나 카펜터
- 프린세스 아이비 Princess Ivy - 애나 캠프
- 웬델 Wendel - 일란 갈 코프
- 기타 배역 -

### 한국어판
- 소피아 Princess Sofia - (한국어 성우 : 김미랑)
- 엠버공주 Princess Amber - (한국어 성우 : 서지연)
- 제임스 왕자 Prince James - (한국어 성우 : 정민석)
- 미란다 여왕 Queen Miranda - (한국어 성우 : 시즌 1~2: 전숙경 시즌 3~4: 윤소라)
- 롤란드 왕 King Roland II - (한국어 성우 : 박조호)
- 베일리윅 Baileywick - (한국어 성우 : 이장원)
- 세드릭 Cedric the Sorcerer - (한국어 성우 : 오인성)
- 클로버 Clover - (한국어 성우: 이장원)
- 힐드가드 Princess Hildegard - (한국어 성우: 사문영)
- 제이드 Jade - (한국어 성우 : (한국어 성우: 정현경)
- 루신다 Lucinda - (한국어 성우: 선은혜)
- 비비안공주 Princess Vivian - (한국어 성우 : 홍수정)
- 아이비공주 Princess Ivy - (한국어 성우 : 소연)
- 웬델 Wendel - (한국어 성우: 채민지)
- 기타 배역 - 최보배, 박은숙, 남도형, 박지윤, 위훈

## 우리말 연출
- 더빙 연출: 박원빈(애드원)
- 번역 : 조선희
- 녹음 : 애드원
- 오프닝 음악 : Sofia The First Theme
- 노래 : 김미랑
- 원곡 : 아리엘 윈터
- 작곡 : John Kavanaugh
- 더빙 스튜디오 : 애드원
- 믹싱 스튜디오 : 애드원
- 제작총괄 : 싱크곽(Sink Kwok)
- 한국어제작 : Disney Character Voices International,Inc.
- 기획 : 텔레비전미디어코리아 (파일럿, 시즌1~3) →디즈니채널코리아(유) (시즌3~4)

## 같이 보기
- 디즈니 프린세스